# 윌리엄 자딘
윌리엄 자딘(영어: William Jardine, 중국어: 威廉 渣甸(查顿), 1784년 2월 24일 - 1843년 2월 27일)은 ‘영국 동인도 회사’의 외과 쉽 의사였다. 1832년, 제임스 매시선과 청나라 광저우(沙面島)에서 ‘자딘 매시선’ 상회를 설립했다. 청나라와의 아편 무역에 종사하는 거상이 되는 한편, 제1차 아편 전쟁의 시작에 암약했다.

## 생애

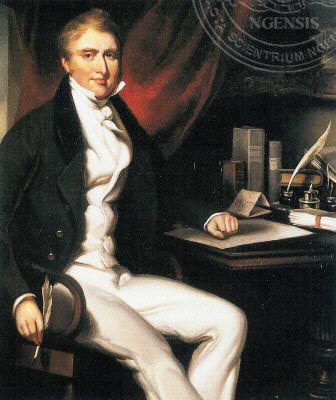
공부에 열중하고 있는 자딘

윌리엄 자딘은 1784년에 스코틀랜드의 덤프리스셔 주 로크마벤 근교의 농장에서 태어났다. 1800년에 에딘버러 대학 의대에 진학하여 해부학, 임상학, 산부인과를 전공했다. 그의 형인 데이비드가 학비를 부담하고 있는 외과 의사의 동거 제자가 되어 임상 경험을 습득했다.
1802년 3월 2일에 졸업하고 에딘버러 왕립외과대학에서 학위를 받았다. 같은 해 18세에 영국 동인도 회사에 취직했다. 심사 후 3월 15일 그는 두 달 동안의 급여 선불을 받아 동인도 회사의 해양 선박 서비스 부문의 외과 선의로 동인도 상선 ‘브런즈윅 호’에 승선했다. 동인도 회사는 직원 개인의 무역 부업을 허용했고, 승무원들에게 옷장 두 개 분량 또는 적재량 약 100 파운드(약 45kg) 분을 할당했다. 그는 공간 할당에 관심이 없는 다른 선원의 공간을 빌려 꽤 재산을 모을 수 있었다.
자딘의 첫 항해는 인도 무역선 여행으로 경제에 대한 언급 이외에는 특별히 달라진 것이 없었다. 이 여행에서 만난 두 사람, 같은 선단 ‘글라톤 호’(Glatton)의 동료 외과의사 토마스 위딩( Thomas Weeding)과 1801년에 광저우에 도착한 가장 오래된 영국 기업인 ‘찰스 매니악 상회’(Charles Magniac and Co)를 설립한 26세의 찰스 매그니악은 그를 무역상으로 이끈 인물들이었다.
1817년에 동인도 회사를 퇴직하고, 독립된 무역업자가 되어 ‘토머스 위딩 앤 프램지 코와스지’(Thomas Weeding and Framjee Cowasjee)와 파트너 관계를 맺었다. 이 무역 업무 담당을 시작으로 1823년에 찰스 매그니악 상회의 주니어 파트너가 될 때까지 여러 무역상을 겸임했다. 1823년에 기회가 도래했다. 찰스 매그니악이 파리에서 사망한 후를 뒤를 이은 다니엘 매니그악이 인도 유부녀와의 결혼을 하면서 원래 회사에서 사실상 해고되고 홀딩워스 매니그악에게 회사를 양보했다. 홀딩워스는 자딘을 동업자로 맞아들이고, 자신은 드러나지 않도록 했다. 회사는 매그니악 상회(Magniac and Co.)로 바뀌었다. 홀딩워스는 자딘에 대해 다음과 같이 기술하고 있다.
자딘은 성실하고, 친절한 동료였고, 한없이 자유로운 시장 경제에 매우 우수한 인물이다. 아편 무역과 수출의 규제에 관한 그의 지식과 경험은 매우 귀중했다. 그는 야심가였다.

## 자딘 매시선
1832년, 제임스 매시선과 청나라 광저우(沙面島)에 ‘자딘 매시선 상회’를 설립했다. 인도에서 청나라로 아편을 밀수하고, 필리핀에는 설탕과 향신료 무역을, 청나라로부터 차와 비단을 영국에 수입, 선적하는 서류와 적하 보험의 취급, 조선소 설비와 창고 임대, 무역, 금융 그리고 기타 무역 관련된 모든 업무를 취급했다.
사업을 급속히 확대시킨 결과, 1841년에는 19척의 대형 쾌속 범선을 소유하고 있었다. 당시 경쟁사에서 이에 버금가는 숫자를 소유하고 있던 것은 13척의 ‘덴트 상회’(Dent and Company) 정도였다. 회사는 그 밖에 수백 척의 소형 선박과 연안과 하천에서 사용할 수 있는 소형 밀수선도 소유하고 있었다.
1830년대 중반부터 청나라가 아편 무역의 대가로 은이 대량으로 유출되는 것을 두려워하여, 당국이 제제를 강화했기 때문에 무역이 점차 어려워지고 있었다. 이 무역 불균형은 서구의 무역 회사가 취급한 청나라 차와 비단의 수출액보다 아편의 수입 금액이 높았다는 것을 의미했다.
그러나 자딘은 청나라의 아편 거래를 확대하고자 했고, 대청 무역에서 강경 자세를 취하도록 정부를 설득하기 위해 제임스 매시선을 영국에 파견했다. 제임스 매시선은 ‘철의 공작’이라고 불렸던 외무장관 웰링턴 공작을 면회했지만 문전박대를 당했고, “오만하고 어리석은 사람을 모욕을 받았다”고 자딘에게 보고를 했다. 1836년에 제임스 매시선이 아시아로 귀환하고, 자딘 자신이 영국으로 향했다. 자딘이 출발 전에 같은 일을 하던 아편 밀수업자가 보낸 기대를 윌리엄 헌터가 다음과 같이 적고 있다.
자딘의 광동 출발을 며칠 앞둔 외국인 사회는 영국 동인도 회사의 공장 식당에서 만찬을 열었다. 국적도 다양한 80여명이 참석한 가운데 밤이 깊어도 아무도 떠나줄 몰랐다. 이것은 지금도 체류자 사이에서 자주 화제가 된다.

반면 자딘의 출국을 듣고 기뻐했던 청나라 정부는 조속히 아편 무역 중단을 단행했다. 광저우의 마약 단속을 명령받은 임칙서는 “철대가리 늙은 쥐들아, 교활한 협잡꾼인 아편 밀수의 배후는 중화제국의 천벌이 두려워 안개 나라로 떠났다”고 갈파하고 모든 아편 몰수를 지시했다. 그 수는 광저우에서 2만 건 이상이 되었다. 그는 또한 아편 범죄의 우두머리로서 ‘덴트 상회’의 경영자 란슬롯 덴트의 체포를 명령하고, 청나라에 마약 밀수에 대한 해명을 요구하는 서한을 빅토리아 여왕에게 보냈다.

## 아편전쟁
런던에 도착한 자딘의 첫 업무는 파머스턴 경을 만나는 것이었다. 그는 엘리엇 교구장으로부터 교회 임무에 관한 서한을 가지고 파머스턴 경을 찾아갔다. 교구장의 추천서에는 후세에 아이러니가 된 다음과 같은 문장이 있었다.
이 신사는 오랫동안 우리나라의 무역업계의 선두에 서서 자선의 마음과 도덕 정신을 발휘하여 오랫동안 쌓아온 외국인 사회의 존경과 기대를 한 몸에 받고 있습니다.

1840년에는 아시아와 영국에서 영국인 무역상과 사업가 수백 명의 서명을 받았다. 이를 무기로 자딘은 의회를 설득하여 대청 전쟁의 예산을 획득하는데 성공했다. 그 때 전략과 전술에 대한 상세, 청나라의 정치적 요구에 대한 내용, 필요한 병력, 전함 수 등을 망라한 《자딘 보고서》(Jardine's Papers)라는 상세한 전쟁계획서를 제출했다. 이 계획서에서 팔머 스톤 경을 상대로 강조한 점은 다음과 같다.
1. 임칙서가 압수한 2만 상자의 아편 완전 보상
2. 사태의 심각성을 피하기 위해 통상 조약 체결
3. 푸저우, 닝보, 상하이, 샤먼 등의 개항

또한 확장이 가능하고, 안전 확보도 쉽다는 등의 이유로 광저우와 홍콩 항구와 섬을 점령할 필요가 높아지고 있다고 시사했다. 이 목적을 달성하기 위해 육해군이 적임자임을 밝혔다. 이 지역의 지도와 차트도 제출했다. 현대에서는 악평을 받는 위협 외교의 선수를 친 자딘은 의회에 제출한 심층 보고서에서 다음과 같이 말하고 있다.
정식 구매할 필요도 없고, 지루한 협상도 필요없고 ······, 칙허장이 마이틀란드 경(Sir F. Maitland)에게 내려지고, 무엇이든 필요하다면 채택하고 소유하는 것을 허용한다. 이 임무에 적임인 해군, 육군이 ...... 우리 모국에서 출격할 때까지 ...... 그의 휘하의 함대가 모든 일을 솜씨 좋게 해치운다. 이 모든 것이 완수될 때, 다음 같은 말로 협상의 단초가 열린다. “귀국은 우리 아편을 손에 넣고, 대신 우리는 귀국의 섬을 손에 넣는다. 이것이야말로 위대한 양국에 적합하다. 이후 귀국이 우리를 우호적인 집단과 좋은 동료로 살기를 원한다면 ... 귀국은 해안선을 해적으로부터 보호할 수 없지만, 우리는 가능하다. 그래서 서로 이해하며, 상호이익 증진을 추구하려는 것이 아닌가”

이 편지 자체에 자딘의 성격이 반영되어 있으며, 남중국해 해안 지방에서 최강의 무역상으로 인지된 사정을 설명하고 있다.
웰링턴 공작의 후임으로 외무장관인 된 파머스턴 경은 자딘의 ‘제안’에 의해 청나라와의 개전을 결정했다고 해도 좋을 것이다. 1840년대 중반 대함대가 청나라의 해안에 출현했다. 영국함 로얄 색슨을 겨냥한 첫 번째 포격을 신호로 영국은 아편 전쟁에 돌입했다. 영국 전함은 해안 포대와 요새를 차례로 파괴하고, 무자비한 함포 사격으로 시가지를 무차별 공격했고, 북쪽으로 북경의 자금성을 위협할 듯한 기세였다. 청나라 정부는 영국의 요구를 들어주고 항복할 수밖에 없었다.
리처드 휴즈(Richard Hughes)는 자신의 저서 《홍콩: 빌린 곳, 빌린 시간》(Hongkong : A Borrowed Place, A Borrowed Time)에서 “윌리엄 자딘은 ‘타이판’(大班)에 걸맞는 실적을 남겼는데 군인이라면 위대한 공훈을 남긴 것이다”라고 평가하고 있다.
1843년, 청나라-영국 양국 대표에 의해 〈난징 조약〉이 체결되었다. 청나라는 다섯 곳의 항구를 개항하고, 청나라에 체류한 외국인의 치외법권과 폐기된 아편의 배상을 인정받아 1841년 1월 26일 이후 무역과 군사 거점으로서 사실상 점거되어 온 홍콩의 공식 이양을 완료했다. 여전히 불법이었던 아편을 비롯해 청나라와의 무역은 확대되었다. 자딘 매시선 상회도 성장하여 동아시아 최대의 영국계 회사로 ‘태자 홍’(Princely Hong)이라는 별칭으로 알려졌다.
자딘은 애쉬버튼 시 선출 하원의원으로 영국에서 가장 부유하고 권세를 자랑하는 인물 중 하나가 되었다. 1843년 59세 생일 3일 후에 잉글랜드에서 사망했다. 퍼머스턴 경의 편지에는 이런 문장이 남아있다.
| “ | 귀하와 자딘 씨의 정확한 지원과 정보에 우리는 크게 의존했고, 우리나라의 해양, 군사, 외교 관계를 쌓아 올린 이 상세한 보고서에 따라 청나라에서 만족스러운 결과를 얻을 수 있었다. | ” |

## 일본
1859년(안세이 6년), 조카(누나의 아들)인 윌리엄 케즈윅이 자딘 매시선 상회 "요코하마 지점을 설립하고 현지 주민은 ‘영일번관’이라고 했다.
조슈오걸(이노우에 가오루, 엔도 긴스케, 야마오 요조, 노무라 야키치, 이토 히로부미)의 영국 유학을 윌리엄 케즈윅이 지원했다.

## 홍콩

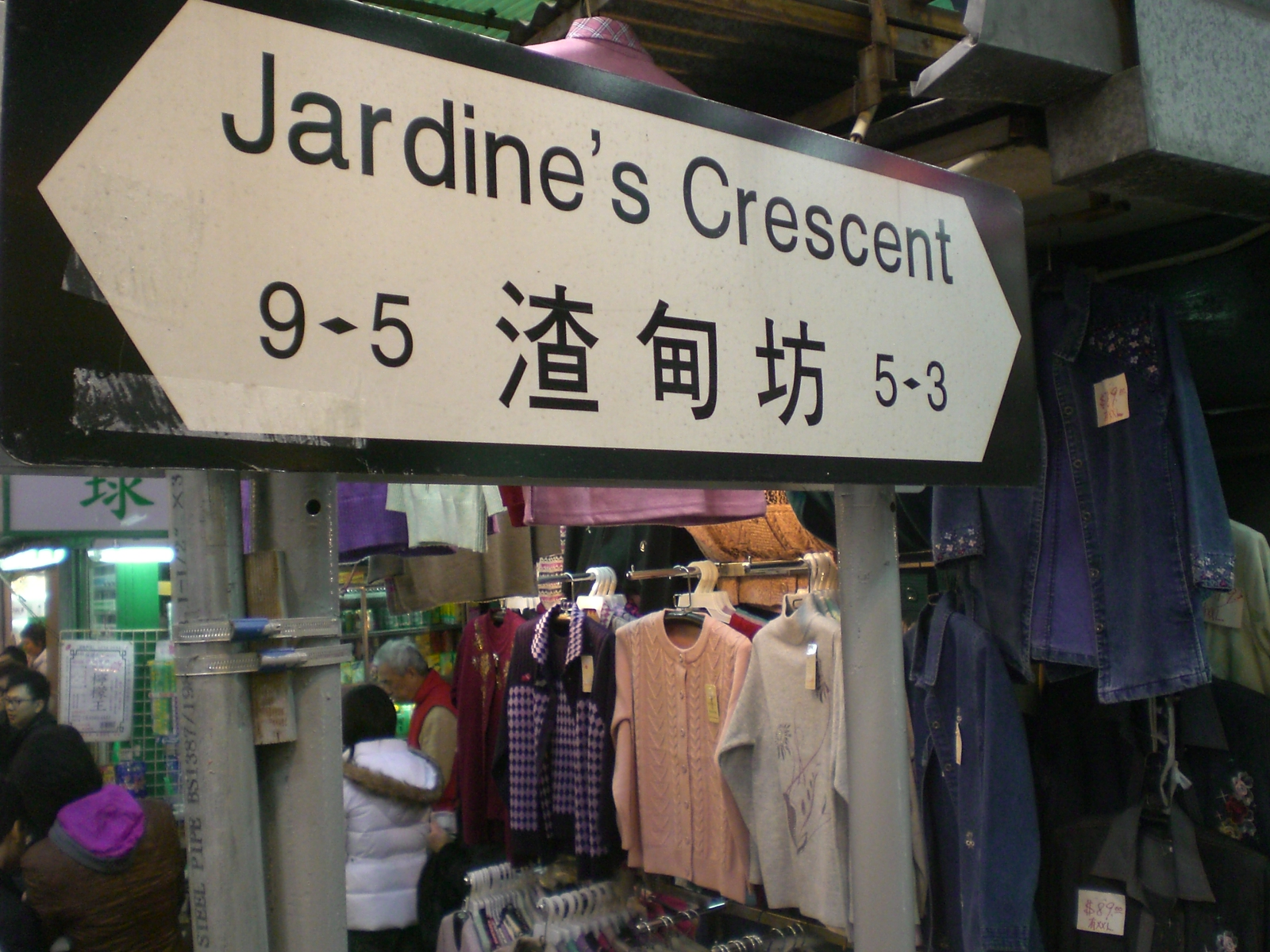
자딘 방(Jardine's Crescent)

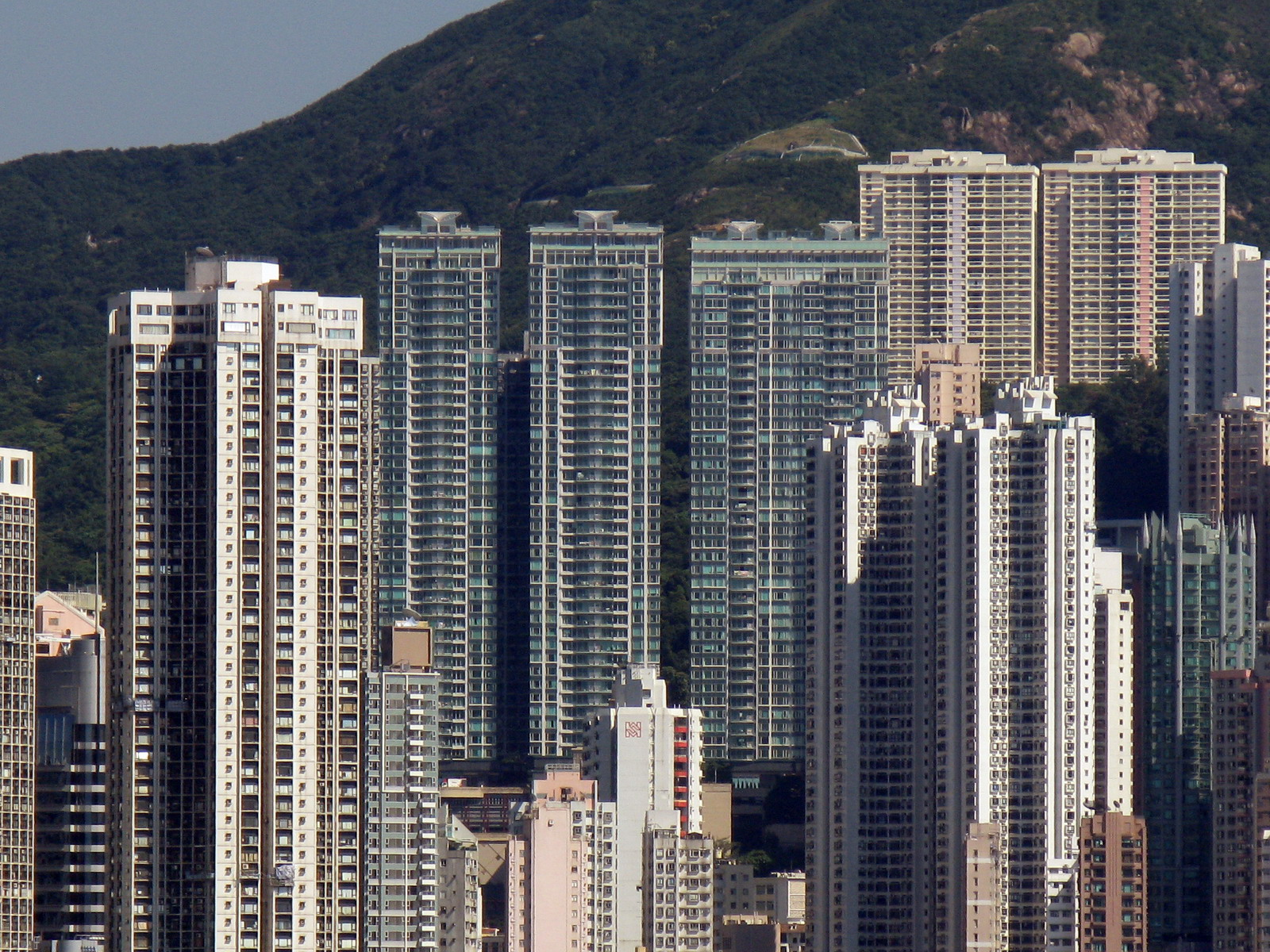
자딘 산(Jardine's Lookout)

홍콩 코즈웨이 베이는 19세기 전반에 영국 식민지 정부에 의해 자딘 매시선에 불하되었기 때문에 홍콩의 랜드마크는 ‘자딘 교’(Jardine's Bridge), ‘자딘 가’(Jardine's Bazaar), ‘자딘 방’(Jardine's Crescent), ‘자딘 산’(Jardine's Lookout) 등 자딘(중국어 표기는 渣甸)에서 유래된 지명이 많다.

## 같이 보기
- 홍콩의 역사
- 자딘 매시선